# Pignon (mécanique)
Pour les articles homonymes, voir Pignon.

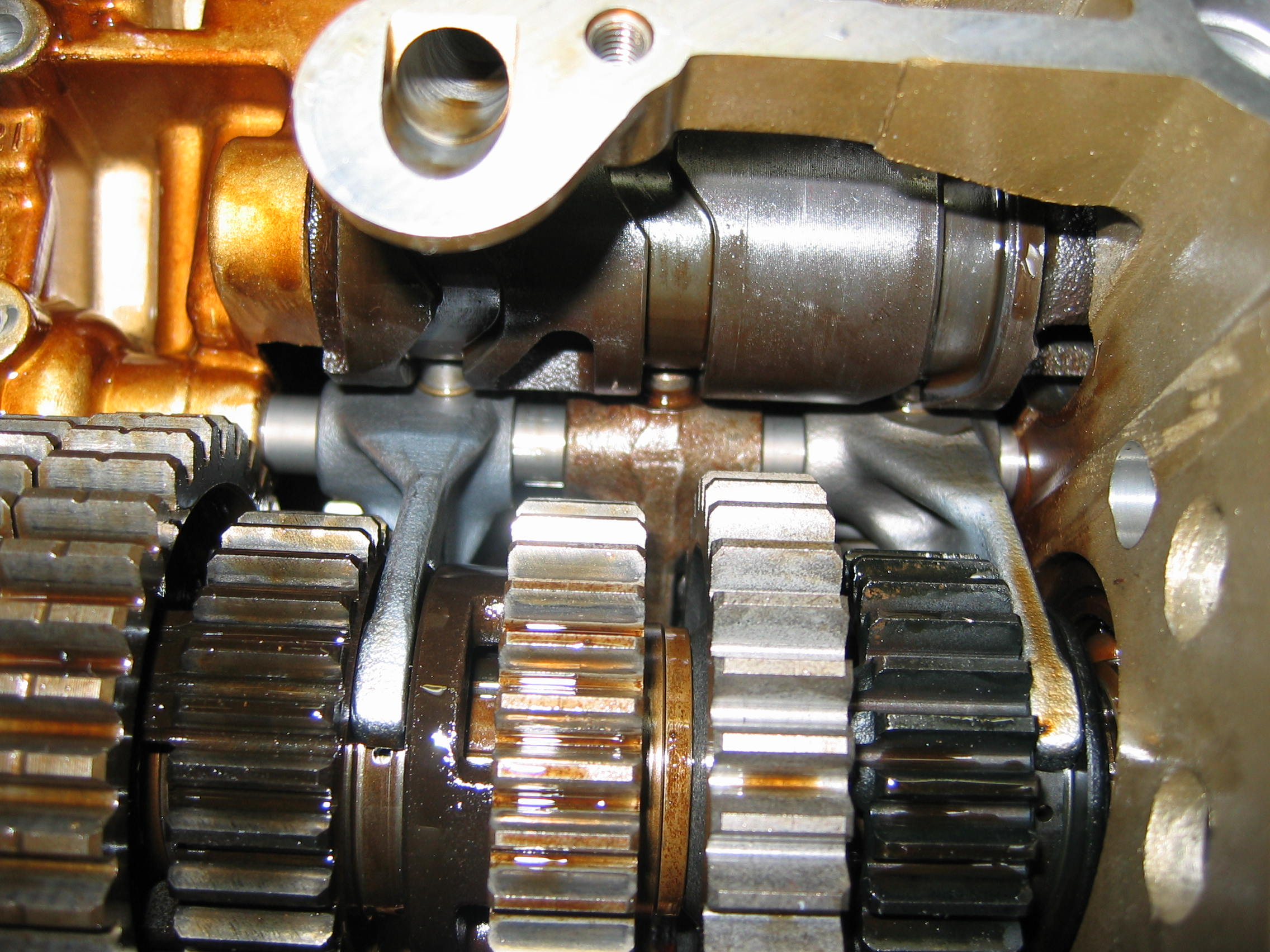
Les pignons d'une boîte de vitesses de moto

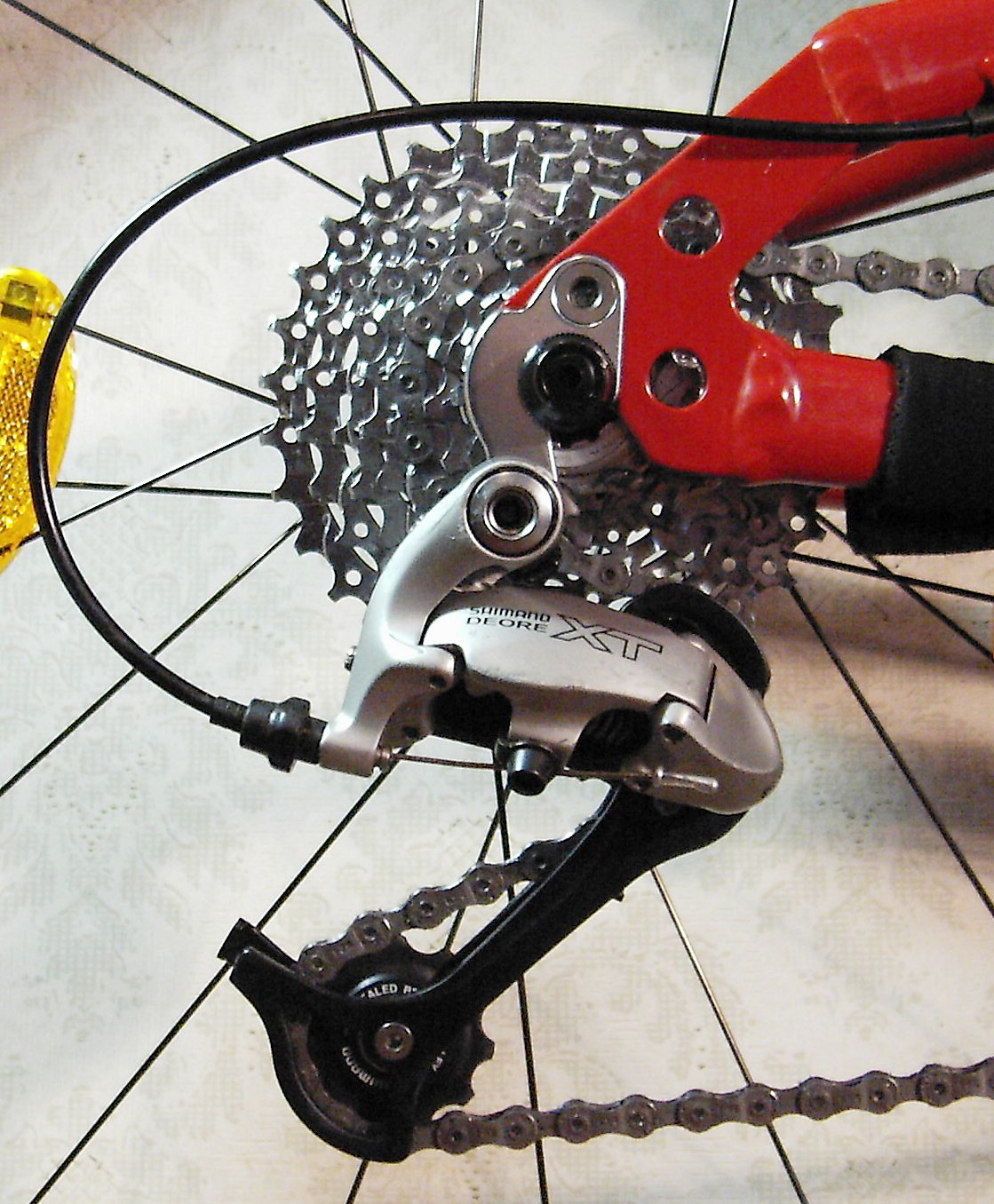
Pignons d'un dérailleur de vélo

Un pignon est une pièce mécanique pouvant avoir différentes utilisations :
- en mécanique générale, il désigne un disque d'acier crénelé, c'est-à-dire comportant des dents généralement à sa périphérie. On retrouve les pignons dans deux grandes solutions de transmission mécanique : les engrenages et les transmissions à chaîne ;
- en horlogerie, il est l'axe denté sur lequel on est venu fixer une roue (liaison généralement indémontable) pour créer un mobile. (p.ex. un mobile de moyenne est constitué d'un pignon de moyenne et d'une roue de moyenne) ;
- dans un engrenage, il est souvent la plus petite des roues dentées engrenant (la plus grande étant appelée « roue »). Cependant le terme « pignon » est générique des roues dentées : taillage des pignons, outil-pignon, etc. ;
- on parle également de pignons pour désigner chacune des roues dentées solidaires d'un même axe de rotation. Une cassette de bicyclette à changement de vitesses comprend par exemple de 3 à 12 pignons dont le nombre de dents est réparti différemment selon la destination du vélo (route, montagne…) ;
- un pignon peut avoir différentes fonctions, comme le « pignon de renvoi », qui sert juste à transmettre le mouvement entre deux parties d'un même mécanisme (par exemple un différentiel).